# Ernst Hansch
Ernst Emil August Hansch (* 5. Februar 1914 in Altona; † 24. November 1970 in Berlin) war ein deutscher KPD- und SED-Funktionär, antifaschistischer Widerstandskämpfer und Journalist.

## Leben
Hansch, Sohn eines Werftarbeiters und einer Tabakarbeiterin, absolvierte nach dem Besuch der Volksschule eine Buchdruckerlehre und war anschließend als Drucker in Altona tätig. 1929 wurde er Mitglied der Gewerkschaft und der SAJ, trat aber kurze Zeit später dem KJVD bei. 1932 besuchte er die Marxistische Arbeiterschule in Hamburg. 1933/34 gehörte er der KJVD-Unterbezirksleitung Hamburg-Altona an. 
Nach der „Machtergreifung“ der Nationalsozialisten beteiligte sich Hansch am Widerstand. 1934 wurde er Mitglied der KPD und emigrierte im selben Jahre in die Niederlande. Dort setzte er die illegale Parteiarbeit in Amsterdam und Rotterdam fort. Von 1935 bis 1938 war er Zirkelleiter der illegalen Emigrantenorganisation in den Niederlanden und 1939/40 Leiter der Abteilung Agitation und Propaganda der KPD-Landesleitung Niederlande. Nach der Okkupation der Niederlande durch deutsche Truppen geriet Hansch 1940 in Haft. Von 1940 bis 1942 in Hamburg inhaftiert, wurde er wegen „Vorbereitung zum Hochverrat“ vom „Volksgerichtshof“ zu sechs Jahren Zuchthaus verurteilt und war anschließend in den Zuchthäusern Brandenburg und Gollnow inhaftiert. 1943/44 musste Hansch als Soldat im Strafbataillon 999 Kriegsdienst leisten. 1944 lief er in Griechenland zu den Partisanen über. Er wurde Offizier der 11. Division der Griechischen Volksbefreiungsarmee (ELAS). Über Bulgarien gelangte er dann in die Sowjetunion, wo er in Lagern für deutsche Kriegsgefangene unterrichtete. Zunächst war er 1945/46 im Kriegsgefangenenlager 280 in Stalino Leiter des Antifa-Kollektivs, dann war er 1947/48 selbst Schüler der Antifa-Schule in Noginsk bei Moskau.
Nach seiner Rückkehr nach Hamburg im Januar 1948 wurde Hansch wieder Mitglied der KPD. Nach seiner Übersiedlung in die SBZ wurde er im April 1948 Mitglied der SED und zunächst Sekretär und Leiter der Abteilung Organisation und Presse im Zentralvorstand der Vereinigung der gegenseitigen Bauernhilfe (VdgB). Von Januar bis August 1950 war er Leiter der Abteilung Landwirtschaft im ZK der SED, ab September 1950 dann Leiter des Gesamtdeutschen Arbeitskreises für Land- und Forstwirtschaft. Er war verantwortlich für die Vorbereitung der Herausgabe der Zeitschrift Wir Bauern in der Bundesrepublik. Im Oktober 1956 traf er zusammen mit Wilhelm Girnus, Sekretär des Ausschusses für Deutsche Einheit, in der Lüneburger Heide Herbert Wehner. Ein weiteres Treffen zwischen Wehner, Hansch und Girnus fand am 10. November 1956 in West-Berlin statt. Als Inoffizieller Mitarbeiter „Henkel“ der DDR-Staatssicherheit hatte Hansch auch weiterhin geheimen Kontakt zu Wehner.
Von 1949 bis 1951 war er Chefredakteur der VdgB-Wochenzeitung Der freie Bauer, von 1951 bis 1953 Chefredakteur der VdgB-Zeitschrift Die Ähre bzw. Das Land sowie von 1953 bis 1970 Chefredakteur der BZ am Abend. Von 1954 bis 1958 wirkte er als Vorsitzender des Kulturbundes in Birkenwerder bei Berlin. Von 1956 bis 1968 war er Vorsitzender des Bezirksverbandes des Verbandes Deutscher Journalisten (VDJ), von 1956 bis 1970 Mitglied des VDJ-Zentralvorstandes.

## Schriften
- Landwirtschaft und Bauer in der Sowjet-Union. Deutscher Bauernverlag, Berlin 1948.

## Auszeichnungen
- Vaterländischer Verdienstorden in Bronze (1964)